# SOC (航空機)
XO3C / SOC / SON シーガル
飛行するSOC-1 9979号機
(1939年7月2日撮影)
- 用途：偵察機、観測機
- 分類：偵察観測機
- 設計者：アレクサンダー・ソーラ(Alexander Solla)
- 製造者：

  - カーチス・ライト社
  - アメリカ海軍航空工廠
- 運用者

  -  アメリカ合衆国
    -  アメリカ海軍
    -  アメリカ沿岸警備隊

  -  イギリス
    -  イギリス海軍
- 初飛行：1934年4月
- 生産数：322機（CW製258機、工廠製64機）
- 生産開始：1934年
- 運用開始：1935年11月12日
- 退役：1945年
- 運用状況：退役

SOC シーガル（Curtiss-Wright SOC Seagull ）は、アメリカ合衆国のカーチス・ライト社が開発しアメリカ海軍などで運用された偵察機兼観測機である。
愛称の「シーガル (Seagull)」はウミカモメの意。当初はXO3Cとして計画されていた。また、海軍工廠製はSON シーガルである。

## 概要
SOC シーガルはアメリカ海軍が1933年に示した新型索敵・観測機の要求仕様書に基づいて開発された機体であり、1933年から1945年にかけて使用した、水上偵察・観測機である。
1933年に運用を開始してから6ヶ月の間はXO3C-1と呼称されていたが、偵察と弾着の観測を兼ねることが決定して名称はSOCとなった。SOC-1からSOC-4までの各種派生型が開発され、さらに1941年にアメリカ海軍が英数字の呼称を補うために愛称の使用を始めた際に、その上品な姿からカモメを意味するシーガルと名づけられた。

## 開発・運用

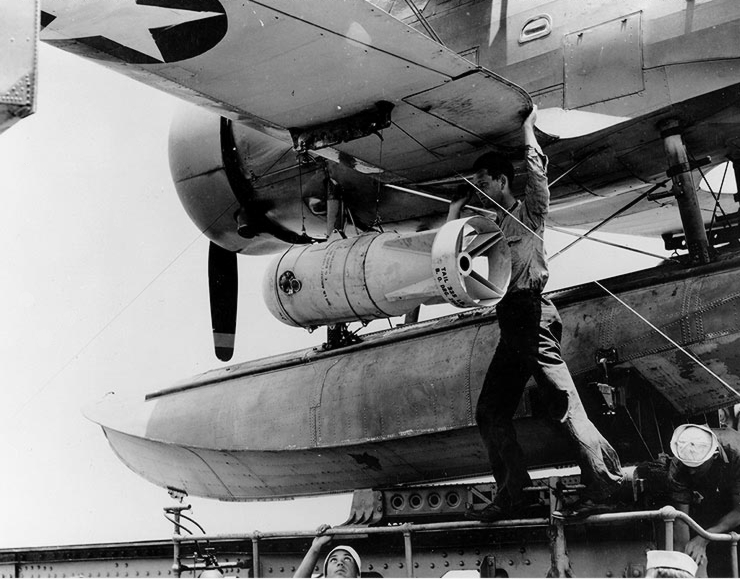
ブルックリン級軽巡洋艦に搭載されているSOC-3（1942年3月撮影）

アメリカ海軍の要求仕様に基づいてアレキサンダー・ソーラが設計を担当し、モデル71 (Model 71) の名称で単発複葉、機体下部に主フロート、翼端下部に副フロートを持つオーソドックスな水上機として設計された。
当初は陸上の基地で運用する際に備えて中央のフロートに車輪を内蔵していたが、後には陸上で運用する際にはフロートを外して脚を取り付けた完全な陸上機とする設計に変更された。これは、アメリカ海軍が発注した艦載水上機に共通した特徴であり、以後開発された機体にも共通する特徴である。
2丁の30口径7.62 mm機関銃を搭載し、1基は前方固定式に、もう1基は後部座席に旋回式に搭載された。底翼に2つの小型爆弾が搭載でき、最大速度266 km/hで1,086 kmの距離を飛行できた。
最初の型であるSOC-1 シーガルは135機が発注され、その後、陸上運用のために脚輪式の降着装置に交換できるように改設計されたSOC-2 シーガル 40機、SOC-3 シーガル 83機の発注が後に続いた。1937年までに総計258機のSOCが開発、生産された。SOC-3は基地での使用のためにSON-1 シーガルの名称で海軍航空廠でも生産され、1940年には44機がSON-1A シーガルとして改めて艦上機として配備された。
シーガルは後継機種と交代するため1938年に生産を終了し、1941年までに戦艦の搭載機はヴォート社のOS2U　キングフィッシャーに、巡洋艦の搭載機はSO3C　シーミュゥに移行する計画であった。しかし、SO3Cがエンジンと機体の安定性の問題で失敗作に終わってしまったため、機種交換の計画は破棄されシーガルは結局終戦まで使用された。
脚輪式の陸上機型は着艦拘束装置を装備した-A型に改修され、アメリカ海軍初の護衛空母、AVG-1　ロング・アイランドの搭載機としても運用されている。

## 各型
XO3C-1 / XSOC-1（CW-71）

試作型。550馬力のR-1340-12エンジンを搭載。フロートに車輪を内蔵し水陸両用の降着装置を持つ。1935年3月23日にXSOC-1へと変更。1機製造。
SOC-1（CW-71A）

初期量産型。エンジンを550馬力のR-1340-18へと換装。主脚とフロートを付け替え可能。135機製造。
SOC-2（CW-71B）

エンジンをR-1340-22に換装した型。主脚のみ取付可能。40機製造。
SOC-2A
SOC-2に艦上運用のための拘束装置を追加した型。
XSO2C-1（CW-71C）

試作改良型。1機改造。
SOC-3（CW-71E）

後期量産型。SOC-2をフロートも取付可能なように改造した型 。83機製造。
SOC-3A

SOC-4が後に全て海軍へと移管された際、艦上運用の為着艦フック等を追加した型。3機改造。
SOC-4（CW-71F）

SOC-3型の最終生産3機、BuNo.48243、48244、48245。米沿岸警備隊が受領した。USCGコール番号はV171、V172、V173。
SON-1

米海軍航空工廠で製造されたSOC-3型。44機製造。
SON-1A
SON-1に着艦フック等を追加した型。
SO2C
SOC-3を改造して試験を行った型。エンジンをR-1340-35へと換装し、胴体を後方に5フィート(1.524m)延長した。1機改造。

## 諸元
SOC-1
- 乗員：2名（操縦士・観測員）
- 全長：9.48　m
- 全幅：10.98　m
- 翼面積：31.8　m2
- 翼幅荷重：76　kg/m2
- 空虚重量：1,648　kg
- 最大重量：2,407　kg

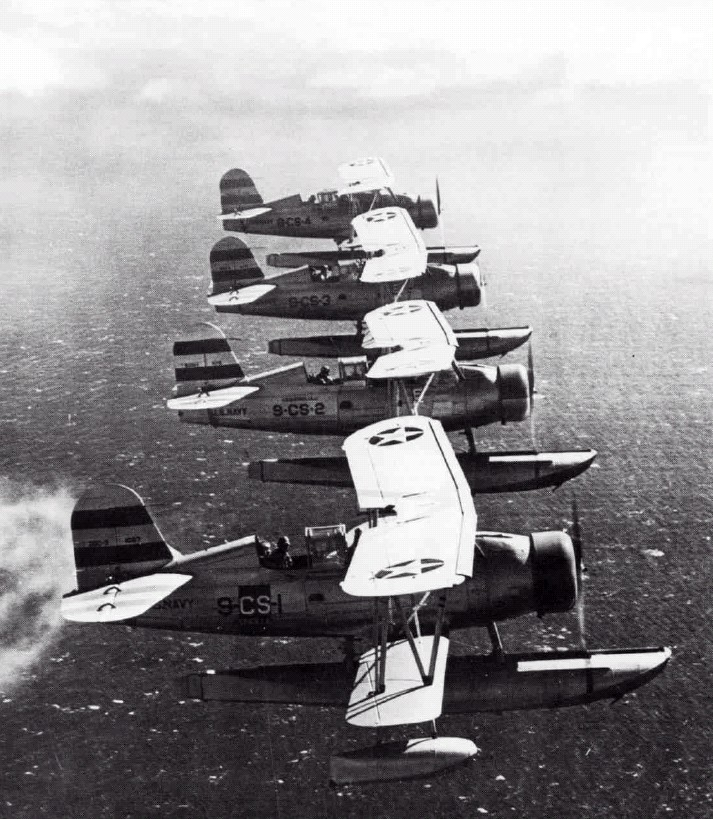
編隊を組み飛行するSOC-3 シーガル

- エンジン：プラット・アンド・ホイットニー　R-1340-22 出力　550 hp (410 kW)
- 出力重量比：0.17　kW/kg
- 最大速度：266　km/h
- 上昇限度：4,540　m
- 航続距離：1,086　km
- 武装：7.62 mm 機関銃 2門（前方固定X1　後方旋回X1）
- 爆弾・爆雷：295　kg（650 lb）

## 登場作品
『艦隊これくしょん -艦これ-』
艦娘の装備として登場。